# Poti (geslacht)
Poti is een geslacht van kreeftachtigen uit de klasse van de Malacostraca (hogere kreeftachtigen).

## Soort
- Poti gaucho Rodrigues & Manning, 1992